# کبوتر پولک‌دار
 کبوتر پولک‌دار (نام علمی: Patagioenas speciosa) نام یک گونه از سرده کبوتر میدانی آمریکایی است.